# البروتين الناقل للريبوفلافين
البروتينات الحاملة للريبوفلافين مع ألبيومين المصل البشري تنقل أحادي نوكليوتيد الفلافين في جهاز الدوران. الريبوفلافين مهمة في الحمل.
حددت الدراسات من الهند بروتيناً حاملاً للريبوفلافين موجوداً في بيض الطيور (مثل الدجاج)، والذي يعتبر محدداً للريبوفلافين، وهو ضروري للتطور الجنيني الطبيعي. إذا أصبح هذا البروتين غير فعال (على سبيل المثال، عن طريق التحييد المناعي) عن طريق علاج الطائر بجسم مضاد محدد، فإن التطور الجنيني يتوقف ويموت الجنين. كما أن الطفرة الوراثية التي تفتقر إلى البروتين الحامل للريبوفلافين هي أيضا عقيمة. وقد تبين أن البروتين المتماثل، الذي يمكن أن يصبح غير فعال بواسطة الجسم المضاد للبروتين الناقل للريبوفلافين النقي للدجاج، يحدث في العديد من أنواع الثدييات، بما في ذلك نوعان من القرود، وكذلك في البشر. أشارت الدراسات الحديثة جداً إلى أن مستويات البروتين الحامل للريبوفلافين المنتشر والتلوين الكيميائي المناعي للبروتين الحامل للريبوفلافين في عينات الخزعة قد توفر علامات جديدة لتشخيص سرطان الثدي والتنبؤ به. تم إثبات إنهاء الحمل من خلال التحييد المناعي للبروتين الحامل للريبوفلافين في القرود. لا يزال هناك بعض الجدل حول أدوار البروتين الحامل للريبوفلافين، ومع ذلك، يبدو أن روابط الريبوفلافين الأخرى الأقل تحديداً في الدم، بما في ذلك غاما غوبولين، تلعب أيضاً دوراً مهماً. قدمت هذه الدراسات مثالاً مثيراً للاهتمام على دور آليات نقل الفيتامينات المحددة، المصممة لضمان تلبية احتياجات الفيتامينات للجنين النامي بكفاءة. تم تقديم دليل آخر على الاحتياجات الخاصة للأجنة النامية من خلال إثبات أن نظائر الريبوفلافين يمكن أن تسبب تغيرات ماسخة، حتى في حالة عدم وجود أي ضرر يمكن اكتشافه لأنسجة الأم.

## بروتين ناقل ريبوفلافين الدجاج
بروتين ناقل ريبوفلافين في بيض الدجاج في كل من صفار البيض وبياض البيض. يختلف بروتين ناقل ريبوفلافين الموجود في صفار البيض عن بياض البيض. يعزى الاختلاف في بنية الأحماض الأمينية لبروتين ناقل ريبوفلافين إلى استشهاد الإنتاج ووجهة بروتين ناقل ريبوفلافين. صفاربروتين ناقل ريبوفلافين (المصنوع في الكبد) يحتوي على 11-13 حمض أميني أقل مقارنة ببيض بروتين ناقل ريبوفلافين (المصنوع في قناة البيض). 
يعتمد تركيز بروتين ناقل ريبوفلافين في الدجاج على تركيز استراديول المحقون ويمكن إحداث زيادة في إنتاج بروتين ناقل ريبوفلافين.
يتيح اعتماد إنتاج بروتين ناقل ريبوفلافين على هرمون الاستروجين دورا محتملا في الكشف عن سرطان الثدي.